# Quod licet Iovi, non licet bovi
Quod licet Iovi, non licet bovi je latinské rčení, doslovně „Co (je) dovoleno Jovovi, není dovoleno volovi.“ Fráze pochází z románu Aus dem Leben eines Taugenichts (1826, česky Ze života darmošlapa), který napsal Joseph Freiherr von Eichendorff, není však jasné, zda je opravdu autorem věty. V jeho hře Heauton Timorumenos vymyslel  starořímský dramatik Publius Terentius Afer frázi podobnou: Aliis si licet, tibi non licet („jiným je to povoleno, tobě to není povoleno“).
Rčení se do češtiny obvykle překládá „Co je dovoleno Bohovi, není dovoleno volovi.“ Ukazuje existenci dvojího metru (ať už oprávněného, či nikoli) a v zásadě znamená, že to, co smí či má povoleno dělat důležitá osoba nebo skupina, ostatní (tj. obyčejní lidé) dělat nesmí. Jinak řečeno, Jovovi neboli Jupiterovi, římskému ekvivalentu nejvyššího řeckého boha Dia, prošlo i to, co by si obyčejný smrtelník dovolit nemohl.